# Edmonton–Manning
Circonscription électorale provinciale du Canada
Edmonton-Manning (auparavant Edmonton-Belmont) est une circonscription électorale provinciale de l'Alberta (Canada), située dans le nord-est d'Edmonton. Elle prend son nom du premier ministre ancien de l'Alberta Ernest Manning. Son député actuel est la Néo-démocrate Heather Sweet.

## Liste des députés
| Années           | Années           | Député           | Parti politique           |
| Edmonton-Belmont | Edmonton-Belmont | Edmonton-Belmont | Edmonton-Belmont          |
| ---------------- | ---------------- | ---------------- | ------------------------- |
|                  | 1971 - 1975      | Albert Hohol     | Progressiste-conservateur |
|                  | 1975 - 1979      | Albert Hohol     | Progressiste-conservateur |
|                  | 1979 - 1982      | William Mack     | Progressiste-conservateur |
|                  | 1982 - 1986      | Walter Szwender  | Progressiste-conservateur |
|                  | 1986 - 1989      | Tom Sigurdson    | Néo-démocrate             |
|                  | 1989 - 1993      | Tom Sigurdson    | Néo-démocrate             |
| Edmonton-Manning |                  |                  |                           |
|                  | 1993 - 1997      | Peter Sekulic    | Libéral                   |
|                  | 1997 - 2001      | Ed Gibbons       | Libéral                   |
|                  | 2001 - 2004      | Tony Vandermeer  | Progressiste-conservateur |
|                  | 2004 - 2006      | Dan Blacks       | Libéral                   |
|                  | 2006 - 2008      | Dan Blacks       | Indépendant               |
|                  | 2008 - 2012      | Peter Sandhu     | Progressiste-conservateur |
|                  | 2012 - 2015      | Peter Sandhu     | Progressiste-conservateur |
|                  | 2015 - 2019      | Heather Sweet    | Néo-démocrate             |
|                  | 2019 - en cours  | Heather Sweet    | Néo-démocrate             |